# Petrobrasaurus puestohernandezi
Petrobrasaurus puestohernandezi es la única especie conocida del género extinto Petrobrasaurus de dinosaurio saurópodo titanosaurido que vivió a finales el período Cretácico durante el Santoniense, hace aproximadamente 85 millones de años, en lo que ahora es Sudamérica. Sus restos fueron encontrados en Rincón de los Sauces, Patagonia, Argentina. Es conocido a partir del holotipo MAU-Pv-PH-449, un esqueleto parcial y desarticulado recuperado de la Formación Plottier de la Cuenca de Neuquén, Argentina. Este género fue nombrado por Leonardo S. Filippi, José Ignacio Canudo, Leonardo J. Salgado, Alberto C. Garrido, Rodolfo A. García, Ignacio A. Cerda y Alejandro Otero en el año de 2011, y su especie tipo es Petrobrasaurus puestohernandezi. El nombre del género se deriva de "Petrobras", una compañía petrolera y el habitual término griego saurus, "lagarto". El nombre de la especie se refiere a Puesto Hernández, un campo petrolífero donde los restos fósiles fueron hallados.